# Hviezdoslavov vodopád
Der Hviezdoslavov vodopád (älter slowakisch Kačací vodopád oder Kačí vodopád; deutsch Ententalwasserfall, ungarisch Kacsa-völgyi-vízesés, polnisch Kacza Siklawa) ist ein Wasserfall des Bachs Zelený potok im Tal Kačacia dolina, einem Seitental der Bielovodská dolina bei Tatranská Javorina in der slowakischen Hohen Tatra, unweit der polnisch-slowakischen Grenze, auf einer Höhe von etwa 1575 m n.m.. Der Wasserfall fließt durch eine Granodiorit-Felsschwelle im Tal Kačacia dolina nach dem Abfluss des Zelený potok vom Bergsee Zelené Kačacie pleso. Bezüglich der Höhe gibt es verschiedene Angaben von 15 bis 20 m.
Im Slowakischen wurde der Wasserfall nach dem slowakischen Nationaldichter Pavol Országh Hviezdoslav benannt.
Direkt zum Wasserfall führt kein Wanderweg, er ist jedoch vom blau markierten Wanderweg von der Alm Lysá Poľana bei Tatranská Javorina zur Scharte Prielom gut sichtbar. Allerdings können Wanderungen in diesem Teil nur vom 16. Juni bis zum 31. Oktober unternommen werden.